# 브라이언 데이비드 조지프슨
브라이언 데이비드 조지프슨(Brian David Josephson, 1940년 1월 4일 ~ )은 조지프슨 효과의 발견으로 노벨 물리학상을 수상한 영국의 물리학자이다.

## 생애
웨일스의 카디프에서 출생하였다. 그는 대학원 시절이던 22살 때 조지프슨 효과를 발견했고 그 공로로 레오 에사키, 이바르 예베르와 함께 1973년 노벨 물리학상을 수상하였다. 현재 케임브리지 대학교의 교수로 응집물질물리학 이론 연구 그룹 중에 정신-물질 통합 프로젝트를 이끌고 있다.
조지프슨은 노벨 물리학상 수상 이후 정규 물리학에서 벗어난 신비 현상에 관심을 가져 텔레파시 등의 초능력을 양자 역학적으로 규명하려고 하는 등의 시도를 했으며 이와 관련된 책도 썼다.

## 같이 보기
- 조지프슨 소용돌이
- 노벨 물리학상 수상자 목록
- 물리학자 목록